# K4 SNCB
Les K4 sont des voitures que la SNCB a acquises d'occasion auprès de la SNCF. Ces voitures sont principalement issues du type USI (à l'exception des 15 voitures BD qui sont du type UIC-Y). 

## Histoire
Au milieu des années 1990, le trafic voyageur augmentait en Belgique alors que la SNCB commença à déclasser ses voitures M2. Dans l'attente de l'attribution d'un marché pour des voitures à deux niveaux, elle se tourna vers l'acquisition de matériel d'occasion qui fut trouvé en France, ou la montée en puissance des TGV va de pair avec une réduction dans le trafic grandes lignes qui met un certain nombre de voitures voyageurs au chômage forcé. 
En 1994, La SNCB passe donc commande de 84 voitures à la SNCF avec mission de les réviser (et les repeindre) avant livraison. Ces voitures seront exclusivement engagés sur une dizaine de paires de trains P (renforts en heure de pointe). 
Parmi ces voitures, 55 sont des voitures de seconde classe B10t. Il s'agit de voitures USI de seconde classe qui conservent leur aménagement intérieur d'origine avec une salle de 80 sièges en similicuir de part et d’autre d'une allée centrale. Elles sont équipées de bogies Y16, Y24 ou Y28 selon leur année de construction.     
Les 15 autres voitures de seconde classe sont des voitures BD (également appelées B9x). Il s’agit de voitures UIC B10 dont un des compartiments a été transformé en local de service pour le chef de train. Les autres compartiments possèdent les mêmes sièges en similicuir que les UIC de seconde classe de la SNCF et le nombre de places assises est de 72, dont 54 places fumeurs jusqu’à l’interdiction de la cigarette à bord des trains en 2004. 
Les 14 dernières sont des voitures de première classe. Il s’agit d’anciennes USI A4t4 qui sont désormais aménagées avec deux salles de 15 sièges (dont une accessible aux fumeurs) disposées de part et d’autre d’une section comptant 4 compartiments de 6 places chacun. Un nouveau revêtement rouge et gris est utilisé pour les sièges. Les bogies sont des Y24 ou des Y26 selon l’année de construction. 
Malgré leur confort supérieur au matériel généralement utilisé dans ce type de service, ces voitures posent des problèmes d'exploitation en raison de leur accès relativement étroit.
En 1999, elles prirent toutes le chemin des Pays-Bas afin de compenser une pénurie ponctuelle de matériel. Elles revinrent en 2003 alors que les voitures à double étage du type M6 sont en cours de livraison. Elles assurèrent encore quelques trains P avant d’assurer leur dernier service commercial le 10 décembre 2004 et d’être mises en vente. 
Il fut un temps question de leur départ pour la Tchéquie ou le Sénégal mais la plupart furent acquises par le ferrailleur Kaiser à Trèves ou elles passèrent au chalumeau en 2007.
Une des voitures USI préservées par le Kolenspoor a été repeinte dans la même livrée rouge bordeaux que les voitures K4. 